# باری‌کرسف
باری‌کرسف (باریکرسف) (بارکرز)، روستایی در منطقه اردهال از توابع بخش نیاسر شهرستان کاشان در استان اصفهان ایران است.
این روستای در فاصلهٔ ۴۲ کیلومتری کاشان واقع شده‌است.
در این روستا زیارتگاه سلطان علی بن محمد باقر و همین‌طور دو امام‌زاده با نام‌های امامزاده حسین و امام‌زاده زید وجود دارد و به همین دلیل هرساله میزبان زواریین و گردشگران زیادی است. در این روستا قناتی قدیمی که قدمت آن به هزار پانصد سال پیش بر می‌گردد وجود دارد. این قنات از زیر آرامگاه شازده حسین سرچشمه می‌گیرد و به همین دلیل به قنات شاهزاده حسین معروف است. فینی‌ها حضرت سلطان علی را در این قنات غسل دادند.
مراسم سنتی مذهبی قالی شویان مشهد اردهال و مراسم جمعه نشلجی‌ها که هر ساله در دومین و سومین جمعه مهر ماه در این روستا برگزار می‌شود و مردم روستای باریکرسف میزبان اهالی فین کاشان و نشلج هستند.
در روستای باریکرسف دژها و قلعه‌های مربوط به دوره اشکانیان موجود است که نشان دهنده قدمت و تاریخی بودن آن است و همین‌طور نقطه ارتباطی و راهبردی میان کاشان و شهرهای غرب کشور بوده و هست.

## آب و هوا
به دلیل وجود روستا در منطقه کوهپایه این روستا دارای آب و هوای معتدل است.
بهار و تابستان این روستا معتدل و زمستان آن سرد است.

## جمعیت
این روستا در مشهد اردهال قرار دارد و دارای دو محله به نام محله بالا و محله پایین می‌باشد که جمعیت محله بالا حدوداً یک ونیم برابر بیشتر از محله پایین است و براساس سرشماری مرکز آمار ایران در سال ۱۳۹۵، جمعیت آن ۵۵۰ نفر (۲۳۰ خانوار) بوده‌است.

## نگارخانه

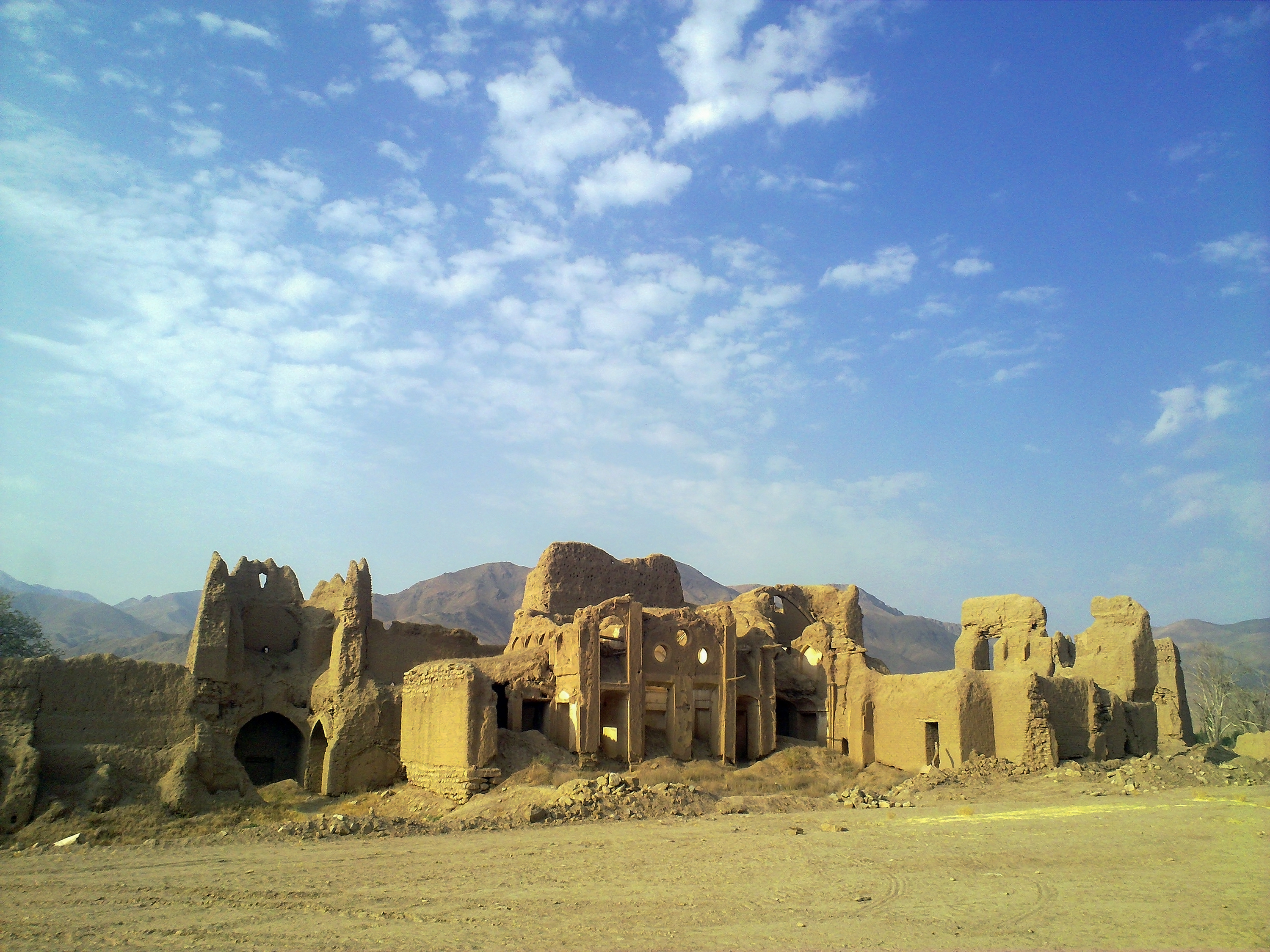